# Organs café
organs café（オルガンズ・カフェ）は日本のポップジャズバンドである。

## 来歴
- 2001年
  - 5月13日、インディーズシングル『NOTHING TO DECLARE』でデビュー。
  - 6月27日、シングル「カカリア」でメジャーデビュー。
- 2002年
  - 5月22日、1stアルバム『CACALIA』をリリース。
  - 11月29日、初のワンマンライブをMotion Blue横浜で開催。
  - 以後、目黒BLUES ALLEY JAPANを中心に定期的にワンマンライブを行う。
- 2003年
  - 12月、熊井謙二（ドラムス）と上平悟史（ギター）が脱退。
- 2004年
  - 2月25日、インディーズレーベル「slow note」に移籍し、2ndアルバム『鍵』をリリース。
  - 5月26日、3rdアルバム『水』をリリース。
  - 12月8日、4thアルバム『樹』をリリース。
- 2006年
  - 5月17日、1年半ぶり作品の5枚目シングル「a Love TANKA」をリリース。
- 2007年
  - 1月17日、Bouncy Recordsに移籍し、5thアルバム『cafe au lait bowl』をリリース。
- 2014年
  - 3月11日、活動休止。
- 2021年
  - 3月、20周年の節目としてYoutubeの自身のチャンネルにて動画投稿し、活動を再開。

## メンバー
- 加藤沙香菜（かとう さかな）

ボーカル担当。楽曲の作詞・作曲も手掛ける。デビュー時から2003年まで、加藤沙果菜名義で活動していた。
- 林良（はやし りょう）

キーボード担当。楽曲の作曲・編曲も手掛ける。演奏技術が高く評価されて、2008年2月には野呂一生リーダーで、神保彰、扇谷研人、箭島裕治とISSEI NORO INSPIRITSを結成し活動を続けている。
バンドでの活動以外に、ミューズ音楽院の講師も務め、定期的にジャズ・フュージョン系バンドのセッション・ライブも行っている。

### 元メンバー
- 熊井謙二（くまい けんじ）

ドラムス担当。元バンドリーダー。学校の特待生としてハリウッドのスクールに渡米入学する。アイスランド留学の経験も持つ。
- 上平悟史（うえだいら さとし）

ギター担当。幼少の頃をアメリカ合衆国・オハイオ州で生活。

## 作品

### シングル
1. NOTHING TO DECLARE （2001年5月13日）
  - クラウドベリー・ジャムのカバー。
2. カカリア （2001年6月27日）
3. ah〜Never forget you （2001年8月22日）
4. ride on （2002年2月27日）
  - シャープ『J-SH51』CMソング
5. a Love TANKA （2006年5月17日）

### アルバム
1. CACALIA （2002年5月22日）
2. 鍵 （2004年2月25日）
3. 水 （2004年5月26日）
4. 樹 （2004年12月8日）
5. cafe au lait bowl （2007年1月17日）

#### オムニバス参加アルバム
1. Voice Colors 〜あなたといたころ〜 （2007年3月21日）
  - M-9「マリエ」で参加。

### 楽曲提供
ここではメンバーによる他ミュージシャンへの楽曲提供について記す。
加藤沙香菜（作詞・訳詞）
- Ryu『初恋』 （2004年8月4日）
  - M-4「止められるなら」
  - M-7「[es cafe]」
  - M-8「Astro」
- 岩田さゆり『Thank You For…』（2005年12月7日）
  - M-9「くもりぞら」

林良（編曲）
- BON-BON BLANCO『BEAT GOES ON』 （2003年3月26日）
  - M-3「LIVE」
- BON-BON BLANCO『Winter Greetings』 （2004年12月15日）
  - M-5「「好き。」」
- 愛内里菜『PLAYGIRL』 （2004年12月15日）
  - M-7「LOVE-FORMATION」
- 岩田さゆり「空色の猫」 （2005年3月30日）
  - M-2「たたき続けた扉」
- 岩田さゆり『風と空と』 （2005年5月25日）
  - M-5「たんぽぽ」
- 岩田さゆり『Thank You For…』 （2005年12月7日）
  - M-7「First love」
- 北原愛子「SAMBA NIGHT」 （2007年8月22日）
  - M-1「SAMBA NIGHT」作曲も担当。